# Ayam Cemani
Ayam Cemani là một giống gà có nguồn gốc từ Indonesia. Giống gà này nổi tiếng bởi mọi thứ trong cơ thể chúng, từ máu, lưỡi tới mào, đều có màu đen. Ở Việt Nam quen gọi giống gà này là gà mặt quỷ bởi chúng đen tuyền nên nhìn rất đáng sợ. Gà Ayam Cemani cũng được coi là giống gà đắt nhất thế giới. Theo Business Insider, tại trang trại Greenfire ở Florida, giá rao bán một con gà Ayam Cemani vào khoảng 2.500 USD (khoảng 52 triệu đồng VN) . 

## Đặc điểm

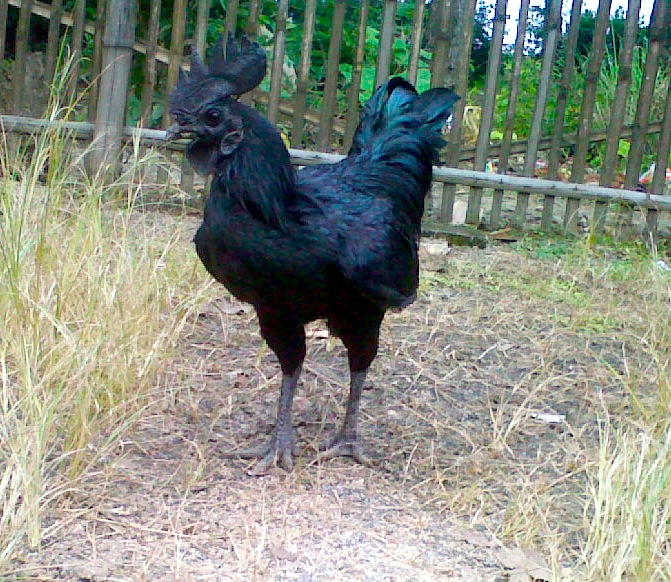
Gà Ayam Cemani

Giống gà Ayam cemani có nguồn gốc từ Java, Indonesia.. Năm 1998, giống gà này được giới thiệu vào châu Âu. Sự xuất hiện của gà Ayam Cemani đã thu hút sự chú ý của nhiều chuyên gia về nghiên cứu di truyền. Theo các chuyên gia, màu đen đặc trưng của loại gà này do một đặc điểm di truyền được gọi là fibromelanosis, có chức năng thúc đẩy sự phát triển của các tế bào mang sắc tố đen. Gene sinh ra fibromelanosis là gene đột biến. Các nghiên cứu từng chỉ ra rằng đột biến gene có thể khiến gà mang nhiều đặc điểm kỳ lạ khác nhau.